# Политехническая выставка 1872 года
Политехни́ческая вы́ставка 1872 го́да — крупная выставка промышленных, сельскохозяйственных, военных, научно-технических и культурных достижений Российской империи. Выставка проходила в Москве с 30 мая (11 июня) 1872 года по 1 (13) сентября 1872 года и была посвящена двухсотлетнему юбилею со дня рождения Петра I. Экспонаты выставки послужили основой для создания Политехнического и Исторического музеев. На выставке побывали 750 тысяч посетителей.

## Организация выставки
Инициатива проведения выставки исходила от Общества любителей естествознания, антропологии и этнографии и члена совета этого общества А. П. Богданова. Заручившись поддержкой московской Городской думы в августе 1868 года на заседании общества было решено приступить к организации выставки. В Комитет выставки вошли представители Мануфактурного и Коммерческого советов, Биржевого общества, Московского купечества (председатель — главный начальник военно-учебных заведений Н. В. Исаков). Проведение выставки приурочили к юбилею — 200 лет со дня рождения императора Петра Великого, что обеспечило покровительство царской фамилии. Великий князь Алексей Александрович стал Почётным председателем Политехнической выставки, а великий князь Константин Николаевич согласился на участие в выставке морского ведомства.
Политехническая выставка преследовала просветительские цели, а также сбор экспонатов для Музея прикладных знаний (ныне Политехнический музей). Участие в подготовке выставки принимали государственные ведомства, а также:
- Московское отделение Русского технического общества
- Московское общество сельского хозяйства
- Русское общество акклиматизации животных и растений
- Московское общество распространения технических знаний
- Московская городская управа

Финансирование выставки, в основном, производилось из частных средств. Было собрано более 200 тысяч рублей. Многие из купцов пожертвовали большие суммы на устройство выставки. Так, известный промышленник П. И. Губонин получил дворянство за пожертвования на организацию выставки, а Тимофей Саввич Морозов пожертвовал Архитектурному отделу выставки десять тысяч рублей.
Для облегчения приезда в Москву на выставку 25 железных дорог и 9 пароходств России ввели скидки на билеты, вплоть до бесплатного перевоза экспонатов для выставки.
Открытие выставки состоялось 30 мая 1872 — в день празднования юбилея рождения императора Петра I. Присутствовал Великий князь Константин Николаевич, московский губернатор князь В. А. Долгоруков. Была исполнена кантата «В память 200-летия рождения Петра Великого», специально по просьбе Комитета написанная композитором П. И. Чайковским. На открытии на Москве-реке было организовано торжественное прибытие к Морскому павильону символического ботика Петра I.
Выставка работала ежедневно с 11ч утра и до 20ч вечера. В день открытия билет стоил 5 руб., а потом — 1 руб., в последний месяц работы цена опустилась до 20 коп. По распоряжению Комитета был выпущен фотографический «Альбом видов» с планом выставки и изображениями павильонов. Была выпущена памятная настольная медаль со сдвоенным профилем императоров Петра I и Александра II.

## Территория выставки
Экспонаты были размещены в Манеже, а также в 86 временных павильонах и строениях в трёх Кремлёвских садах (нынешний Александровский сад), на Кремлёвской набережной, Варварской площади. Временные сооружения были созданы в русском стиле по проектам известных архитекторов, в том числе В. А. Гартмана и И. П. Ропета. Главным архитектором был Д. Н. Чичагов.
В отдельных павильонах размещались экспозиции Туркестана и Кавказа. В качестве ряда павильонов были сооружены образцы построек разного назначения: дом землевладельца (архитектор К. Ю. Шульц), школа, лечебница с аптекой, больница (архитектор И. В. Штром), «питомник для грудных и начинающих ходить детей» (ясли-сад). Также около кремлёвской стены была построена деревянная церковь в русском стиле (архитектор Н. А. Шохин). Церковь после выставки была продана купцу К. Н. Голофтееву, перевезена в его усадьбу Люблино и освящена во имя святых Петра и Павла; через несколько лет после закрытия храма в 1927 году церковь снова разобрали и перевезли в Подмосковье в село Рыжево, где она и сейчас действует.
Здание морского отдела размещалось вдоль Москвы-реки и было первой постройкой в России, выполненной целиком из металла и стекла (архитектор И. А. Монигетти, инженер Н. И. Путилов).
Для обслуживания выставки были построены типография и газовый завод (для освещения). Всего за месяц была построена первая в Москве линия конки (длиной около 4,5 вёрст) до выставки от Белорусского (тогда Брестского) вокзала по Тверской улице — открыта в начале июля 1872 года в присутствии императора Александра II (проработала данная ветка около двух лет). Для Железнодорожного отдела, который выглядел как вокзал, пришлось проложить специальную железнодорожную ветку.

## Экспонаты
Экспозиция включала 24 отдела: Ботаники и садоводства, Промысловых животных (Прикладной зоологии), Геолого-минералогический и горнозаводский, Технический, Мануфактурный, Изделий кустарной промышленности, Охоты, Педагогический, Ветеринарный, Медицинский, Лесной, Сельскохозяйственный, Сельского домоводства, Почтовый, Телеграфный, Фотографический павильон, Прикладной физики, Гидравлический, Морской, Железнодорожный, Кавказский, Туркестанский (уменьшенная в 2,5 раза копия медресе Ширдар в Самарканде), Военный, Исторический, Архитектурный. Был построен понтонный мост напротив Кремлёвской набережной, как один из входов на выставку. Также для удобства посетителей над Боровицким выездом из Кремля был построен временный деревянный мостик.
Некоторые деятели науки и культуры были председателями отделов выставки. С. М. Соловьёв, ректор Московского университета, возглавил Исторический отдел, В. И. Ахшарумов, президент Общества любителей садоводства в Москве, председательствовал в Ботаническом отделе.
В выставке приняли участие более 12 тысяч экспонентов, из них около 2 тысяч иностранных. На выставке демонстрировались как готовые изделия, так и производственные процессы. Так, в Манеже были выставлены действующие машины, на Москве-реке — пароходы, а на Кремлёвской набережной — паровозы. Зоологический отдел представил большой скелет кита.
В Историческом отделе выставки демонстрировались портреты императора Петра I и его соратников, изделия и предметы искусства петровского времени, которые собирались по всей стране. Эти экспонаты в дальнейшем послужили основой коллекции Исторического музея.
Выставка имела успех в России и получила международную известность. После её закрытия Комитет выставки выбрал экспонаты, которые легли в основу Музея прикладных знаний (в будущем Политехнического музея Москвы).
- Политехническая выставка. Главный вход. 1872 г.
- Манеж с машинами. 1872 г.
- Фотографический павильон.1872 г.
- Морской отдел. Нос купеческого корабля. 1872 г.
- Железнодорожный отдел. Вокзал. 1872 г.
- Военно-исторический павильон. 1872 г.
- Отдел сельского домоводства. Церковь. 1872 г.

## Культурная программа
Для церемонии открытия П. И. Чайковский написал по заказу организационного Комитета кантату «В память 200-летия рождения Петра Великого» на слова Я. П. Полонского. Кантата впервые была исполнена 30 мая 1872 года на Троицком мосту в Кремле под специально построенным навесом (дирижёр К. Ю. Давыдов, солист А. М. Додонов).
Через неделю после торжественного открытия выставку посетил император Александр II, приехавший в сопровождении цесаревича Александра Александровича в Москву на несколько дней.
Развлекательная зона для народа, которая располагалась на Варварской площади включала в себя деревянный временный театр, чайную, читальню, детский сад, школу и гимнастический городок.
Также на Ходынском поле для проведения народных гуляний в честь 200-летия Петра I выстроили временные деревянные сооружения.
Программа выставки включала публичные чтения и диспуты, проводились лекции, действовали педагогические курсы.
Работал народный театр под руководством А. Ф. Федотова. Он собрал крупнейших актёров провинции (А. П. Ленский, Н. X. Рыбаков, К. Ф. Берг и др.), талантливых молодых актёров (В. А. Макшеев, М. И. Писарев и др.).

Театр открылся 4 июня 1872 спектаклем «Ревизор». Основу репертуара составляли произведения русской классической драматургии — пьесы Фонвизина («Недоросль»), Пушкина («Русалка»), Островского («Бедность не порок», «Тяжёлые дни» и др.). Гоголя. На сцене Народного театра впервые в Москве ставились в не искажённом цензурой виде «Ревизор» и «Свои люди — сочтёмся». В театре были поставлены и музыкальные спектакли — «Жизнь за царя» Глинки (один акт), «Русалка» Даргомыжского, «Мельник — колдун, обманщик и сват» Аблесимова (муз. Соколовского).
Спектакли Народного театра отличались высокой режиссёрской культурой, слаженным актёрским ансамблем. Театр быстро завоевал признание демократических кругов зрителей.

Чайную приспособили для проведения лекций и бесед, в читальне были отделения для грамотных и неграмотных. Ими ведала комиссия попечения о рабочих.
С 1 мая по 16 октября издавалась ежедневная газета «Вестник Московской политехнической выставки».
В сентябре 1872 года в рамках выставки состоялся первый в России показ коллекций знаков почтовой оплаты, подготовленный Почтовым департаментом Министерства внутренних дел.